# Provincia de Gegharkunik
Geghark'unik'  (en armenio: Գեղարքունիք) es una de las diez provincias (marz) de Armenia, situada en el este del país, junto a la frontera con Azerbaiyán. La mayoría de su superficie (5348 km²) está ocupada por el lago Seván, la mayor atracción turística de la región. La capital provincial es la ciudad de Gavar, de unos 25.000 habitantes; la población total del marz es de 235.600 habitantes (2013).
El territorio de Geghark'unik' incluye el exclave de Artsvashen, situado dentro del territorio azerí, y controlado en la actualidad por este mismo país.

## Geografía

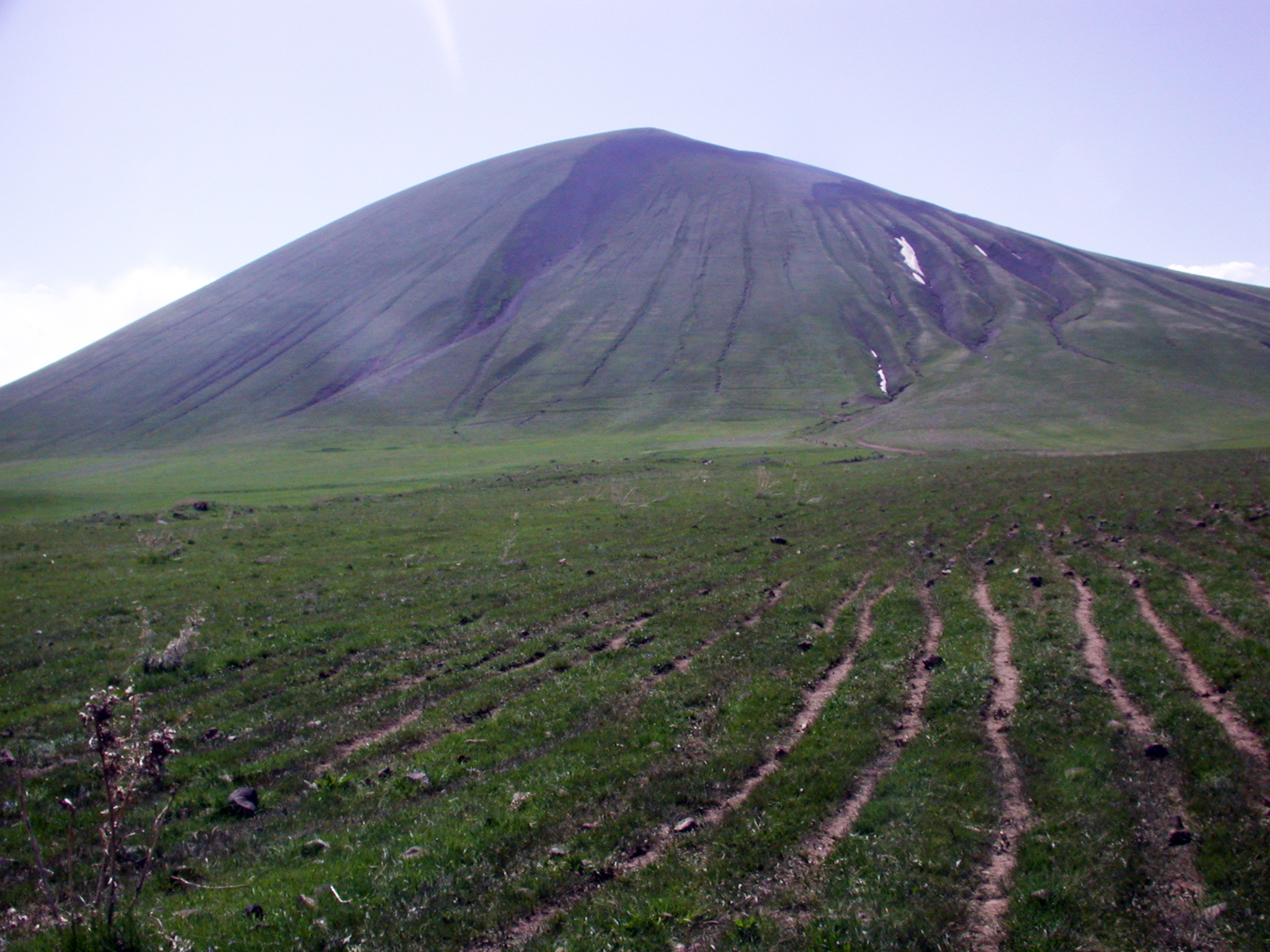
Monte Armaghan, en las montañas Geghama

La provincia de Gegharkunik está situada en el este de Armenia. Tiene frontera por su parte oriental con los distritos o rayones de Dashkasan y Gadabay, de Azerbaiyán, y con la región de Shahumyan, de la República de Nagorno Karabaj.
Gegharkunik tiene un paisaje montañoso, dominado por las montañas Geghama (3597 m), al oeste, Vardenis (3.521m), al sur, y Miapor, al norte, que se une mediante una cadena de tresmiles (Karaarchac, 3063 m), al este, con la sierra de Murovdag, en Azerbaiyán. Todas estas montañas rodean, en la parte central de la provincia, al lago Seván, que se halla a una altitud de poco más de 1900 m y tiene una superficie de 1260 km², el 23,5% de la provincia.
El clima es frío y nivoso en invierno, con un verano cálido y húmedo. Las precipitaciones son de 500 a 600 mm en las zonas inferiores a 2000 m y cerca de 1000 mm en las alturas.

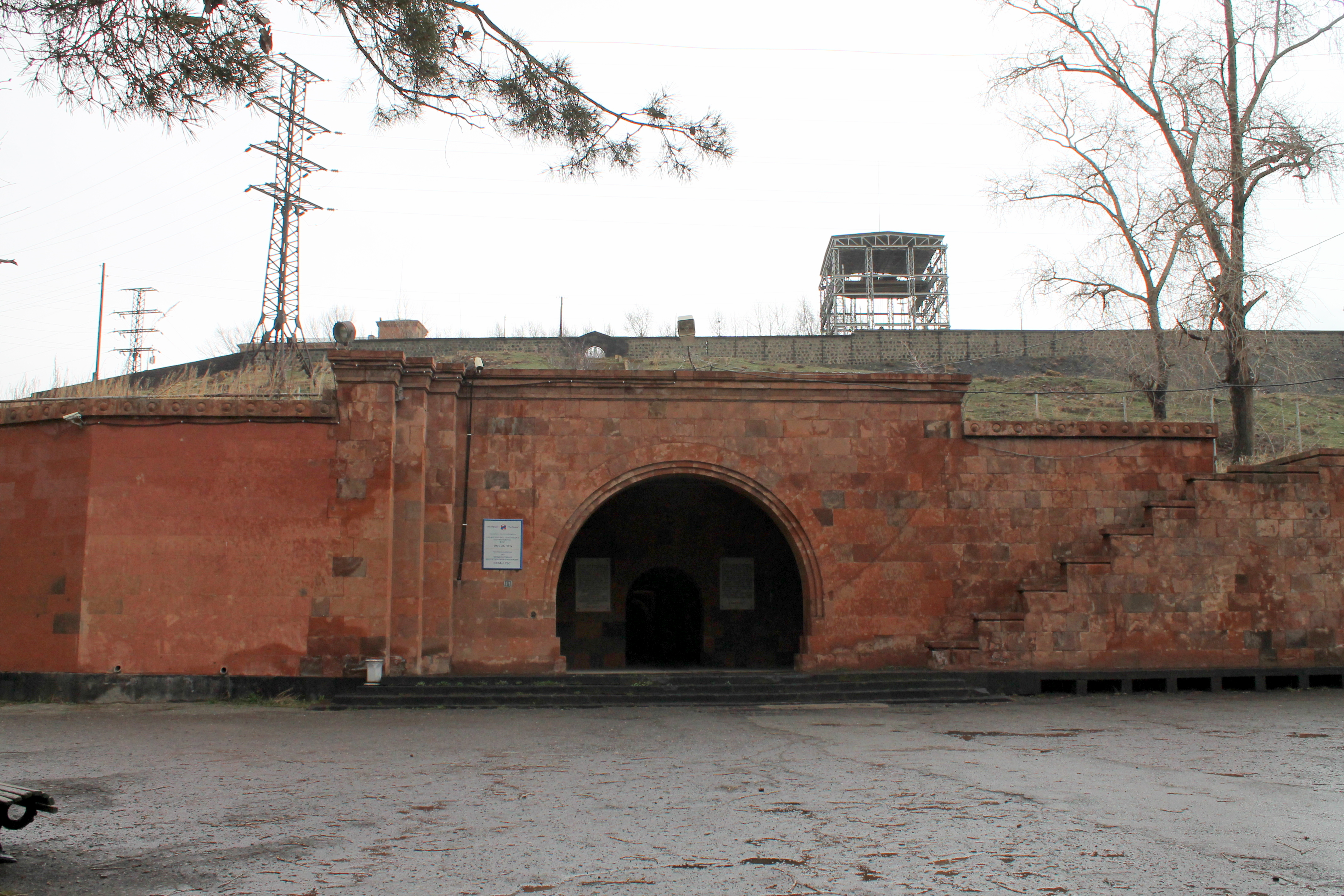
Salida de la central hidroeléctrica Seván HPP

La única salida del lago se encuentra en el extremo noroeste, en la ciudad de Seva, donde nace el río Hrazdan, en cuyo descenso de mil metros hasta Ereván se ha instalado el Complejo Hidroeléctrico Seván–Hrazdán o Cascada Seván-Hrazdán, siete centrales hidroeléctricas alimentadas con el agua del lago Seván. La primera de ellas, apenas salir del lago, consiste en una presa que reconduce el agua del río Hrazdán al interior de la montaña. Sevan HPP, nombre de la central, se encuentra a 100 m bajo la superficie, y posee dos turbinas que producen 24 MW. La siguiente, Hrazdan HPP, se encuentra en la provincia de Kotayk.

## Cultura

### Fortalezas y yacimientos arqueológicos

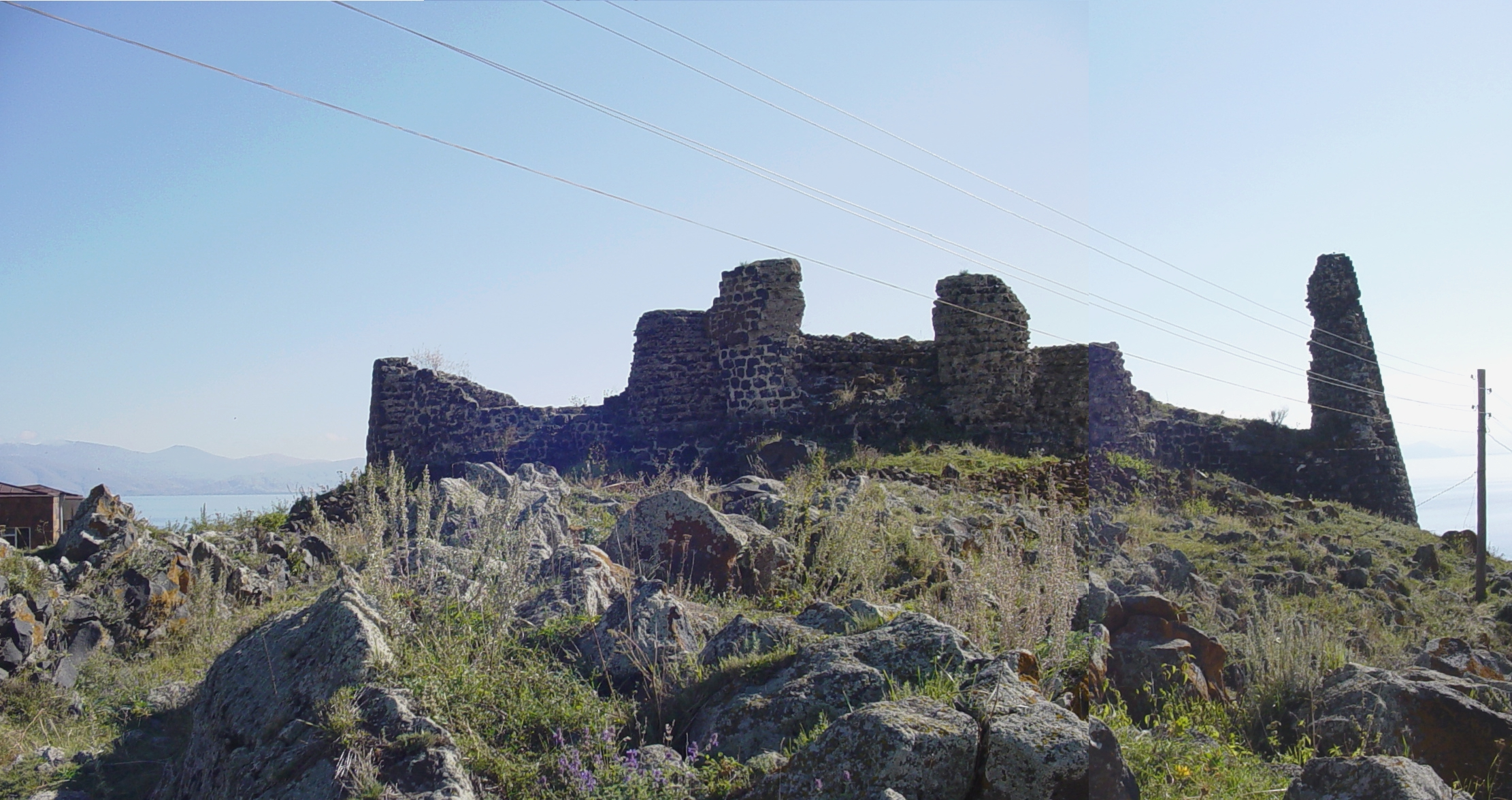
Fortaleza de Berdkunk

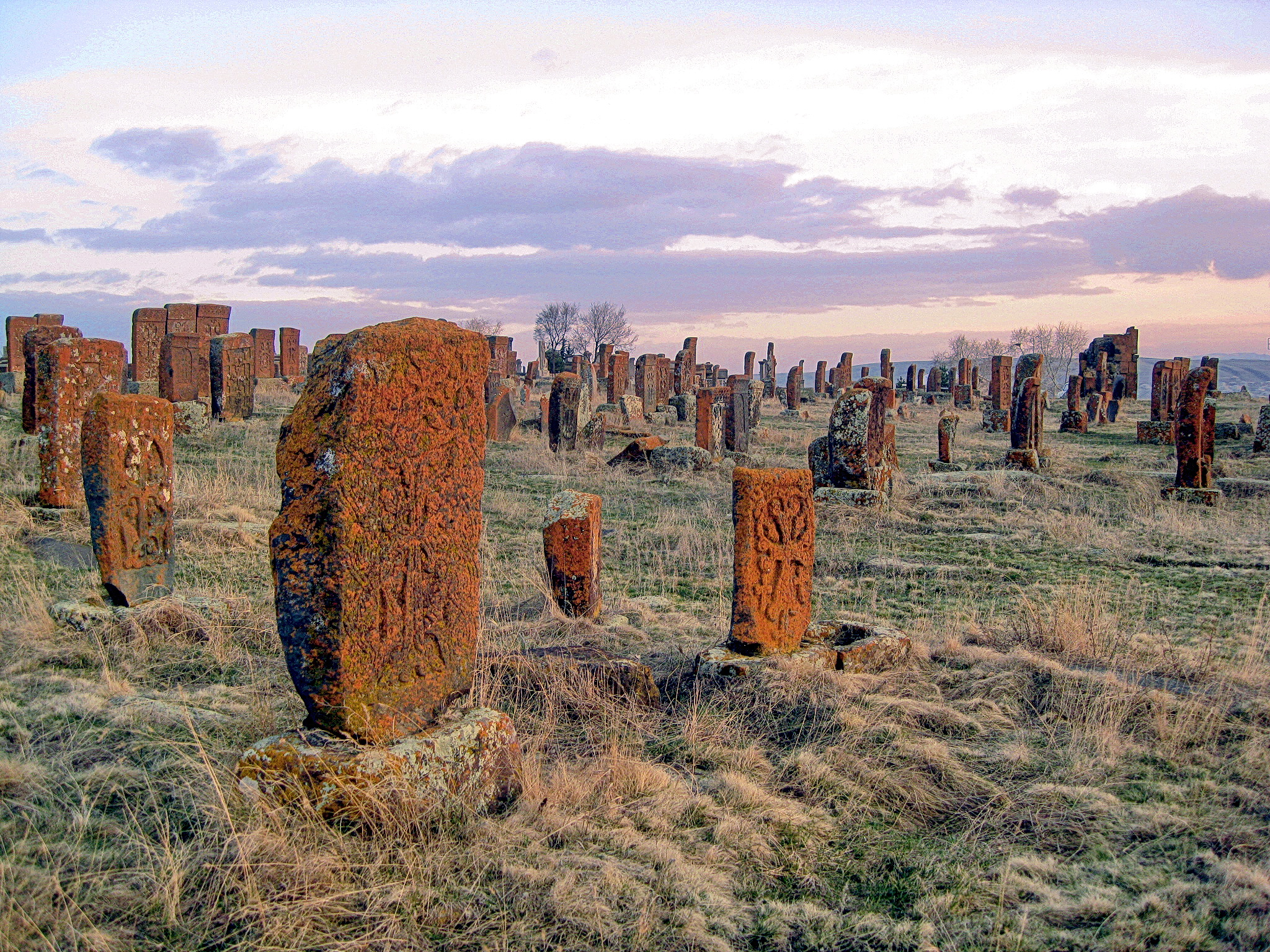
Cementerio de Noraduz

- Petroglifos del monte Azhdahak: Un gran número de petroglifos prehistóricos encontrados en los alrededores del monte Azhdahak.[5]
- Fortaleza ciclópea de Lchashen, desde el IV milenio a. C. hasta siglo VII.[6]
- Antiguo observatorio astronómico de  Sevsar,[7] en la vertiente occidental del monte Sevsar, III-I milenio a. C., cerca del lago Sevan.
- Fortaleza de Berdkunk, del I milenio a. C.
- Fortaleza y yacimiento arqueológico de Odzaberd, también conocido como Teyseba, del periodo de Urartu, siglo VIII a. C.
- Cementerio de Noraduz, del siglo X, con un gran número de jachkares

### Iglesias y monasterios

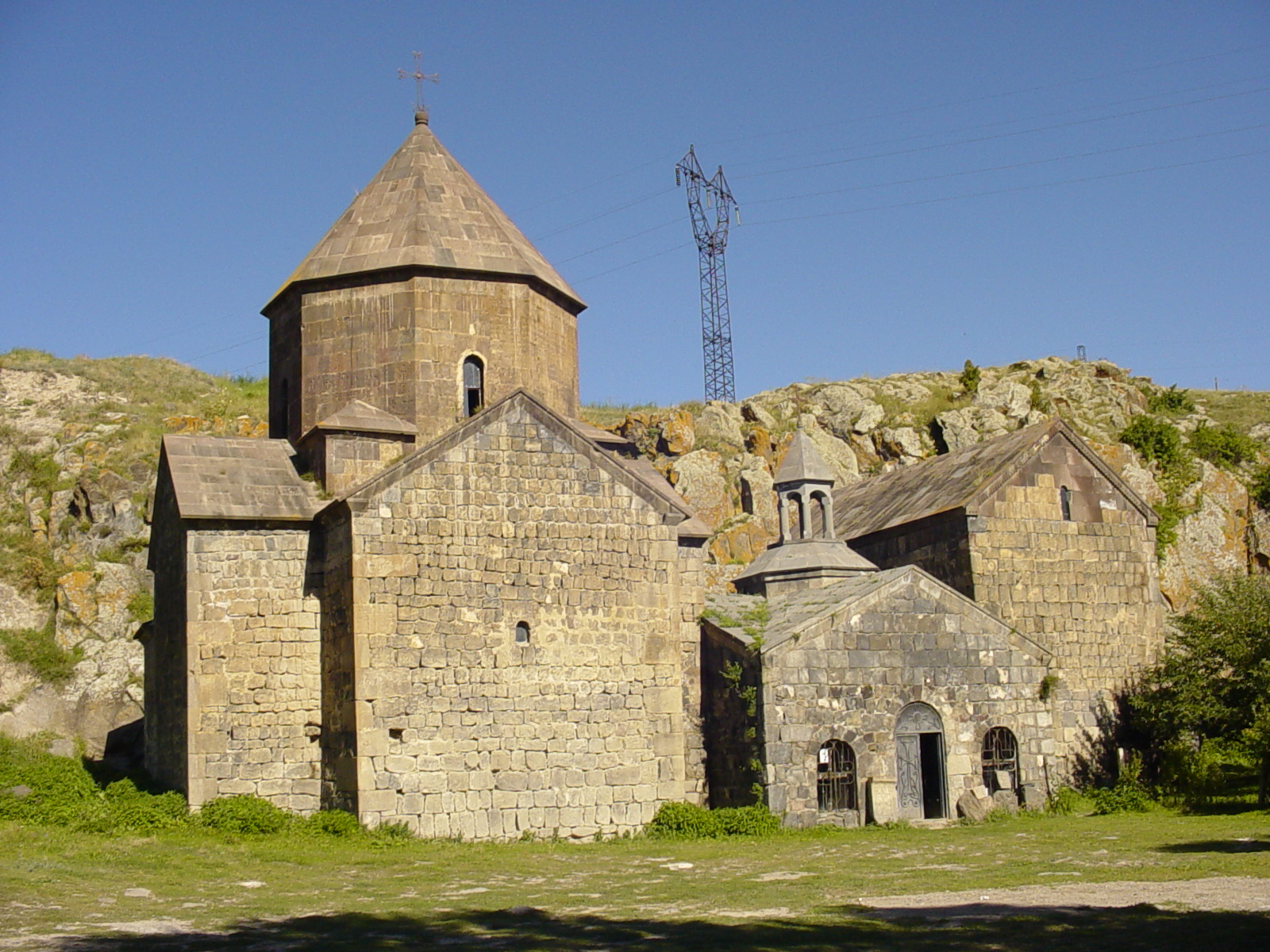
Monasterio de Vanevan

- Monasterio de Shoghagavank, del siglo V, en ruinas, dedicado a san Pedro, al oeste de Dzoragyugh.[8]
- Iglesia de San Tadevos, iglesia apostólica de San Judas Tadeo, en Ddmashen, del siglo VII
- Monasterio de Hatsarat, del siglo VII, cerca de Gavar
- Complejo monástico de Sevanavank, del siglo IX
- Monasterio de Hayravank, del siglo IX, en Hayravank, cerca de Gavar
- Complejo monástico de Makenyats Vank, del siglo IX
- Monasterio de Kotavank, de la Santa Madre de Dios, del siglo IX
- Iglesia de Surp Hovhannes, iglesia de San Juan, en Tsaghkashen, siglo IX
- Monasterio de Vanevan, de 903